# Avenue Niel
Pour les articles homonymes, voir Niel.
L'avenue Niel est une voie publique du 17e arrondissement de Paris, en France.

## Situation et accès
Elle débute au 30, avenue des Ternes et se termine 2, place du Maréchal-Juin. Sa longueur est de 655 mètres et sa largeur de 30 mètres.
Le quartier est desservi par la ligne de métro 3 à la station Pereire et par la ligne C à la gare de Pereire - Levallois.

## Origine du nom

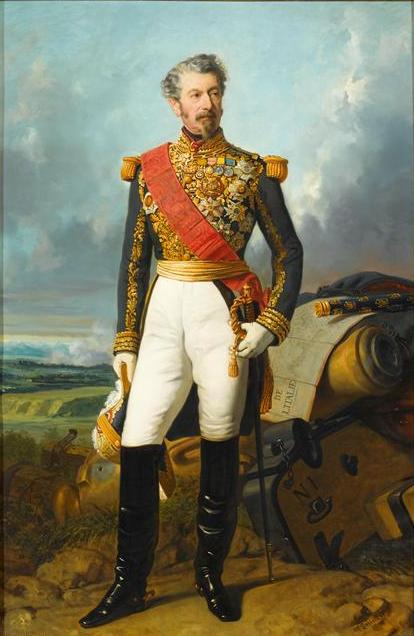
Adolphe Niel.

Elle porte le nom du maréchal de France Adolphe Niel (1802-1869).

## Historique
Cette voie est l'ancienne partie de l'avenue du Prince-Jérôme qui en a été détachée et qui a pris son nom actuel le 10 février 1875.
En 1886, l’avenue, « depuis longtemps déclarée d’utilité publique », n’est pas encore achevée. Il reste une section à ouvrir de 168 mètres entre la rue Laugier et l’avenue des Ternes.

## Bâtiments remarquables et lieux de mémoire

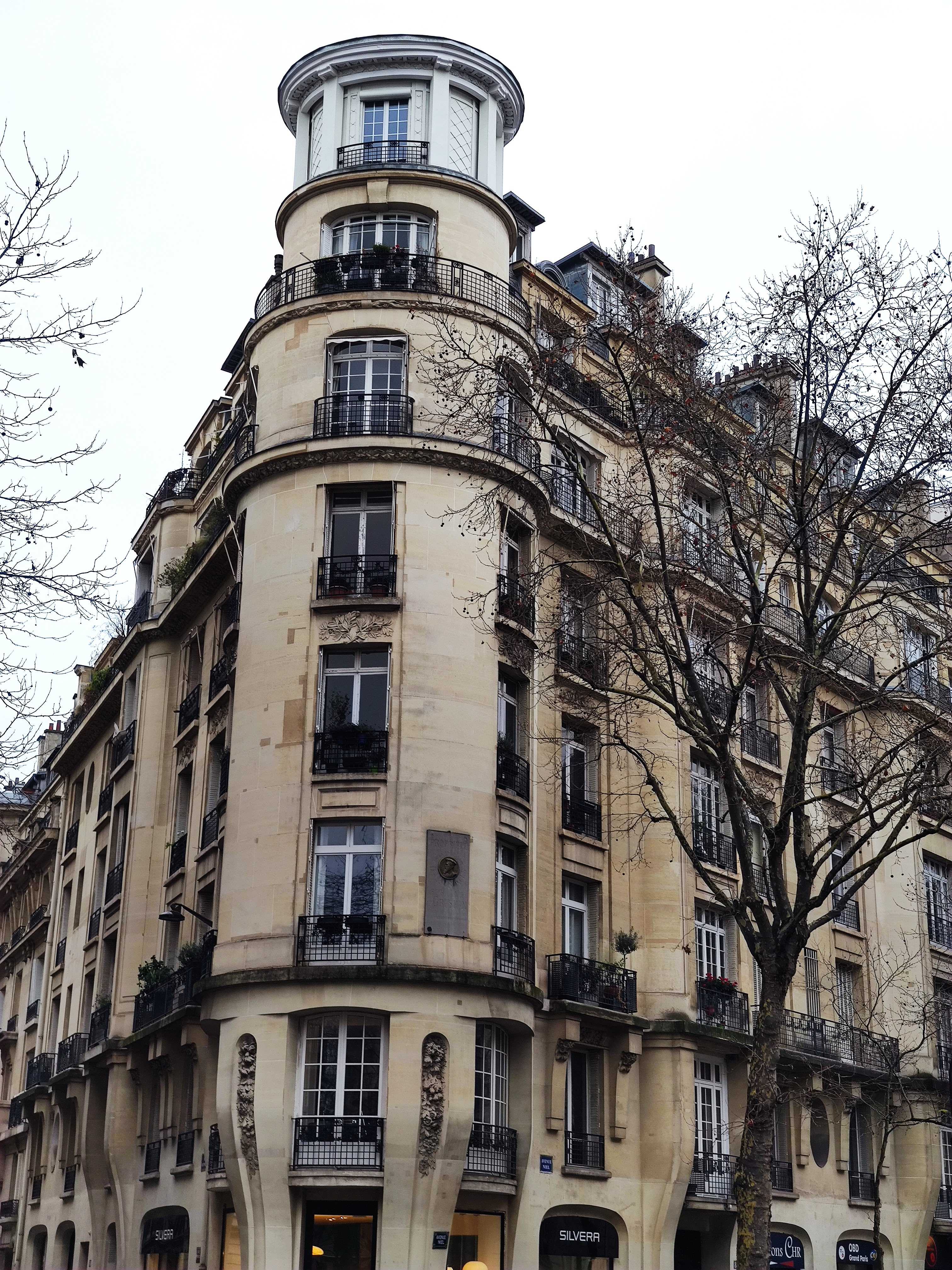
No 83.

- Nos 2-10 : anciens grands magasins « À l’économie ménagère » construits en 1912 par l’architecte Marcel Oudin ; immeuble endommagé par les transformations successives[2].
- No 7 : ambassade du Guatemala en France.
- No 17 :  à cette adresse habite en 1894 l’abbé Garnier, directeur de la publication catholique et nationaliste Le Peuple français ; le 21 mai 1894, le soir même de l’exécution de l’anarchiste Émile Henry, une bombe est déposée devant la porte de l’appartement de l’abbé[3].
- No 46 : Mistinguett[4], Maurice Cognacq[5] et Lucette Desmoulins y ont vécu.
- Nos 63-67 : immeuble de rapport construit en 1890 par l’architecte Édouard-Joseph Duval[2].
- No 83 :  immeuble de rapport en pierre de taille construit par les frères Perret en 1904[2].
- No 84 : immeuble construit en 1910, lauréat du Concours de façades de la Ville de Paris en 1911[6]. Le philosophe Gilles Deleuze, qui souffrait d’une insuffisance respiratoire depuis son enfance et avait son domicile dans l’immeuble, s’y est donné la mort en se défenestrant le 4 novembre 1995[7],[8].
- No 98 : en 1929 se trouve à cette adresse un magasin de cycles et accessoires, dont le gérant est expulsé « en vertu du droit de reprise du propriétaire » mais l’huissier et le commissaire de police venus procéder à son expulsion sont accueillis par un millier de commerçants manifestant leur solidarité et leur colère[9].

## Dans la littérature
- En 1935, le journal allemand Der Republikaner publie en feuilleton un roman de Marcel Allain et Pierre Souvestre intitulé Das Geheimnis der Avenue Niel[10].
- La chanson de Mireille et Jean Nohain Faut-il que je vous fasse un dessin évoque un entresol avenue Niel.

## Pour approfondir